# Lacinipolia dodgei
Lacinipolia dodgei là một loài bướm đêm trong họ Noctuidae.